# آنا لينا غرونفيلد
آنا لينا غرونفيلد (بالألمانية: Anna-Lena Grönefeld) مواليد 4 يونيو 1985 في نوردهورن، ألمانيا الغربية، هي لاعبة كرة مضرب ألمانية بدأت مسيرتها كمحترفة سنة 2003 تلعب باليد اليمنى. هي إحدى بطلات الجراند سلام. شاركت في دورة الألعاب الأولمبية الصيفية.

## بطولات حققتها
- دورة رولان غاروس الدولية
- بطولة ويمبلدون

## النهائيات

### نهائيات البطولات الكبرى

#### الزوجي المختلط (2–0)
| الحصيلة | السنة | الدورة                   | الأرضية | الشريك          | المنافس                     | النتيجة          |
| ------- | ----- | ------------------------ | ------- | --------------- | --------------------------- | ---------------- |
| الفوز   | 2009  | ويمبلدون                 | عشبية   | مارك نولز       | ليندر بايس كارا بلاك        | 7–5, 6–3         |
| الفوز   | 2014  | دورة رولان غاروس الدولية | ترابية  | جان جوليان روجر | جوليا جورجيس نيناد زيمونيتش | 4–6, 6–2, [10–7] |

## وصلات خارجية
- آنا لينا غرونفيلد على موقع رابطة محترفات التنس (الإنجليزية)
- آنا لينا غرونفيلد على موقع الاتحاد الدولي لكرة المضرب (الإنجليزية)
- آنا لينا غرونفيلد على موقع كأس بيلي جين كينغ (الإنجليزية)
- آنا لينا غرونفيلد على موقع خلاصة التنس.كوم (الإنجليزية)
- آنا لينا غرونفيلد على موقع اللجنة الأولمبية الدولية (الإنجليزية)
- آنا لينا غرونفيلد على موقع أوليمبيديا (الإنجليزية)
- آنا لينا غرونفيلد على موقع اللجنة الأولمبية الألمانية (الألمانية)
- آنا لينا غرونفيلد على موقع اللجنة الأولمبية الألمانية (الألمانية)

- الموقع الرسمي